# Неприбуткова організація
Неприбуткова організація (непідприємницька організація, некомерційна організація), скорочено НПО — юридична особа, метою діяльності якої не є отримання прибутку для його наступного розподілу між учасниками цієї організації. Це можуть бути муніципалітети, суспільні лікарні, релігійні й інші організації, діяльність яких не спрямована на одержання прибутку. Прикладом непідприємницької організації є Фонд Вікімедіа.

## Некомерційна діяльність
Основна діяльність неприбуткових організацій — діяльність неприбуткових організацій з надання благодійної допомоги, просвітніх, культурних, наукових, освітніх та інших подібних послуг для суспільного споживання, зі створення системи соціального самозабезпечення громадян та для інших цілей, передбачених статутними документами, укладеними на підставі норм відповідних законів про неприбуткові організації.
Для визначення діяльності недержавних неприбуткових організацій в міжнародній практиці використовують терміни:
- недержавні (НДО), або неурядові (НУО) ((англ. non-goverment organizations, NGO);
- неприбуткові організації (НПО) (англ. not for profit, non-profit organizations, NPO);
- приватні волонтерські організації (англ. private voluntary organization, PVO).

Однією з перших міжнародних неприбуткових урядових організацій був Міжнародний комітет Червоного Хреста (англ. International Committee of the Red Cross), який було засновано в 1863 році. Сам термін «недержавна організація» було введено в обіг Організацією Об'єднаних Націй у 1945 році. Договором ООН (Стаття 71 § 10). Визначення терміну Міжнародна недержавна організація (англ. International Non-governmental Organization, INGO) уперше було сформульовано в резолюції 288 (Х) ECOSOC 27 лютого 1950 року.
Досвід демократій світу свідчить, що громадянське суспільство не може існувати без розвинутої мережі неприбуткових насамперед неполітичних, об'єднань громадян, яка забезпечує участь широких кіл громадськості в процесі розвитку. Такі об'єднання виконують функції посередника між державою і різними соціальними групами, захищаючи їхні права й інтереси; вони запобігають монополізації державою політичної, економічної та інших сфер життя суспільства, забезпечуючи громадський контроль за діяльністю держави і її структур. Не маючи за мету одержання прибутку, вони перерозподіляють ті, які є, і створюють додаткові фінансові, матеріальні, інтелектуальні та інші ресурси, спрямовані на задоволення приватних і суспільних інтересів. Завдяки таким об'єднанням громадськість також презентує державі власний погляд на різні проблеми — соціальні, культурні, економічні тощо.
Неприбуткові організації відрізняються між собою специфікою підходів до роботи. Тим часом як деякі виконують суто лобістські функції, інші адмініструють повномасштабні проєкти та керують програмами. Згідно з міжнародною класифікацією, виділяють кілька методів роботи міжнародних НУО. Основні з них — це консультування та управління проєктами. Багато міжнародних НУО мають консультаційні погодження з агентствами ООН у певних сферах діяльності. Наприклад, організація Інформаційна мережа третього світу (Third World Network) має статус консультанта в рамках Конференції з розвитку торгівлі (Conference of Trade and Development, UNCTAD), а також статус в рамках Економічної й соціальної ради ООН (UN Economic and Social Council, ECOSOC). Якщо в 1946 році тільки 41 НУО мала такий статус ECOSOC, то в 2003 році їх вже було 2350.

## В Україні
Основні міжнародні неприбуткові організації, що працюють в Україні: АЙРЕКС (IREX), АКСЕЛЗ (ACTR ACCELS), Інтерньюз Нетворк (Internews Network), Інтерньюз Україна (Internews Ukraine), Фулбрайт (Fullbright), Національний Фонд Підтримки Демократії (National Endowment for Democracy — NED), Дім Свободи (Freedom House), Консорціум Економічних досліджень і освіти (EERC), Польсько-Американсько-Українська Ініціатива (PAUCI), Фонд Євразія (Eurasia Foundation), Каунтерпарт Інтернешнл (Counterpart International), ЮКАН (UCAN). В окрему категорію виділено роботу ООН в Україні.
На першому етапі (1991—1997 роки) МНДО приділяли увагу питанням розвитку основних засад і інфраструктури ринкової економіки. У подальший період (1997—2003 роки) — поглибленню структурних, правових реформ, демократизації суспільства, забезпеченню постійного економічного зростання, підтримці екологічної і ядерної безпеки, підвищенню рівня і поліпшенню якості життя людей у регіонах, відродженню культури і духовності. З 2004 року можна спостерігати перехід від суто фінансового і технічного сприяння до партнерства. Нові програми передбачають, перш за все, інвестиції в малий і середній бізнес, партнерство між навчальними і медичними закладами, недержавними організаціями, містами, діловими й професійними об'єднаннями, обмін студентами, фахівцями і працівниками та підприємцями розвинених країн і країн, що розвиваються.
В Україні є приклади ефективної міжсекторної взаємодії МНДО і бізнесу, в рамках якої проявилися новітні гуманітарні особливості ціннісного управління. Аналіз глибинних інтерв'ю менеджерів україно-американського проєкту технічної допомоги МНДО IREX «Українська програма партнерства ЗМІ» дає матеріал для розуміння уявлень американських менеджерів про ціннісно-цільові орієнтири участі малого і середнього бізнесу в програмах міжнародного розвитку. До них належать загальнодемократичні цінності розвитку свободи слова, прав людини на інформацію, обмін професійним і культурним досвідом, пізнавальні інтенції відносно інших країн, участь у розвитку освіти й міського середовища, прагнення власників бізнесу до розвитку своїх співпрацівників шляхом участі у таких програмах.
Присвоєння неприбутковій організації ознаки неприбутковості в Україні здійснює контролюючий орган за основним місцем обліку неприбуткової організації.

## Набуття статусу неприбуткової організації в Україні
Відповідно до ст. 133 Податкового кодексу України неприбутковою організацією визнається неприбуткове підприємство, установо чи організація для цілей оподаткування податком на прибуток, що одночасно відповідає таким вимогам:
- утворена та зареєстрована в порядку, визначеному законом, що регулює діяльність відповідної неприбуткової організації;
- установчі документи якої (або установчі документи організації вищого рівня, на підставі яких діє неприбуткова організація відповідно до закону) містять заборону розподілу отриманих доходів (прибутків) або їх частини серед засновників (учасників у розумінні Цивільного кодексу України), членів такої організації, працівників (крім оплати їхньої праці, нарахування єдиного соціального внеску), членів органів управління та інших пов’язаних з ними осіб. Для цілей цього абзацу не вважається розподілом отриманих доходів (прибутків) фінансування видатків, визначених підпунктом 133.4.2 цього пункту;
- установчі документи якої (або установчі документи організації вищого рівня, на підставі яких діє неприбуткова організація відповідно до закону) передбачають передачу активів одній або кільком неприбутковим організаціям відповідного виду, іншим юридичним особам, що здійснюють недержавне пенсійне забезпечення відповідно до закону (для недержавних пенсійних фондів), або зарахування до доходу бюджету у разі припинення юридичної особи (у результаті її ліквідації, злиття, поділу, приєднання або перетворення). Положення цього абзацу не поширюється на об’єднання та асоціації об’єднань співвласників багатоквартирних будинків, та житлово-будівельні кооперативи;
- внесена контролюючим органом до Реєстру неприбуткових установ та організацій.

Окремі винятки передбачені для бюджетних установ.
Зареєстровані установи та організації (новостворені), які подали в установленому порядку документи для внесення до Реєстру неприбуткових установ та організацій під час або протягом 10 днів з дня державної реєстрації та які за результатами розгляду цих документів внесені до Реєстру неприбуткових установ та організацій, для цілей оподаткування вважаються неприбутковими організаціями з дня їх державної реєстрації.
Ознака неприбутковості організації присвоюється за окремими групами підприємств за такою структурою:
- (0031) — бюджетні установи;
- (0032) — громадські об’єднання;
- (0033) — політичні партії;
- (0034) — творчі спілки;
- (0035) — релігійні організації;
- (0036) — благодійні організації;
- (0037) — пенсійні фонди;
- (0038) — спілки;
- (0039) — асоціації та інші об’єднання юридичних осіб;
- (0040) — житлово-будівельні кооперативи
- (0041) — дачні (дачно-будівельні) кооперативи;
- (0042) — садівничі та гаражні (гаражно-будівельні) кооперативи (товариства);
- (0043) — об’єднання співвласників багатоквартирного будинку, асоціації власників житлових будинків;
- (0044) — професійні спілки, їх об’єднання та організації профспілок;
- (0045) — організації роботодавців та їх об’єднання;
- (0046) — сільськогосподарські обслуговуючі кооперативи;
- (0047) — кооперативні об’єднання сільськогосподарських обслуговуючих кооперативів;
- (0048) — інші юридичні особи, діяльність яких відповідає вимогам, встановленим пунктом 133.4 статті 133 Кодексу, утворені та зареєстровані в порядку, визначеному законом, що регулює діяльність відповідної неприбуткової організації.

Дата присвоєння/скасування ознаки неприбутковості вказує на початок/закінчення її дії.
Присвоєння неприбутковій організації ознаки неприбутковості здійснює контролюючий орган за основним місцем обліку неприбуткової організації.

## Позбавлення організації статусу неприбуткової в Україні
Виключення неприбуткової організації з Реєстру здійснюється на підставі рішення контролюючого органу у разі:
- використання доходів неприбуткової організації для інших цілей, ніж утримання такої організації, реалізації мети (цілей, завдань) та напрямів діяльності, визначених її установчими документами;
- розподілу доходів неприбуткової організації або їх частини серед засновників, членів такої організації, працівників (крім оплати їх праці, нарахування єдиного соціального внеску), членів органів управління та інших пов’язаних з ними осіб;
- невідповідності установчих документів неприбуткової організації вимогам, встановленим пунктом 133.4 статті 133 Податкового кодексу;
- реорганізація (злиття, приєднання, поділу або перетворення) або ліквідація організації;
- за ініціативою неприбуткової організації.